# 稀棘平鮋
稀棘平鮋，為輻鰭魚綱鮋形目鮋亞目平鮋科的其中一種，被IUCN列為極危保育類動物，為亞熱帶海水魚，分布於東太平洋阿拉斯加至墨西哥下加利福尼亞海域，棲息深度0-476公尺，本魚體色橄欖色，夾雜褐色、橘色，頭棘弱，下頜長，唇厚，背鰭硬棘13-15枚，背鰭軟條13-16枚，臀鰭硬棘3枚，臀鰭軟條8-10枚，體長可達91公分，棲息在岩石底質底層水域，幼魚具漂浮性，成群活動，以甲殼類、魚類為食，卵胎生，生活習性不明，可做為食用魚及觀賞魚，具有毒性。